# Nevada (Iowa)
Nevada es una ciudad ubicada en el condado de Story en el estado estadounidense de Iowa. En el Censo de 2010 tenía una población de 6798 habitantes y una densidad poblacional de 516,78 personas por km².

## Geografía
Nevada se encuentra ubicada en las coordenadas 42°1′6″N 93°27′39″O / 42.01833, -93.46083, cercano al centro geográfico de Iowa. Según la Oficina del Censo de los Estados Unidos, Nevada tiene una superficie total de 13.15 km², de la cual 13.11 km² corresponden a tierra firme y (0.37%) 0.05 km² es agua.

## Demografía
Según el censo de 2010, había 6798 personas residiendo en Nevada. La densidad de población era de 516,78 hab./km². De los 6798 habitantes, Nevada estaba compuesto por el 94.34% blancos, el 1.25% eran afroamericanos, el 0.28% eran amerindios, el 0.96% eran asiáticos, el 0.01% eran isleños del Pacífico, el 1.68% eran de otras razas y el 1.49% pertenecían a dos o más razas. Del total de la población el 3.43% eran hispanos o latinos de cualquier raza.